# Pterogorgia anceps
Pterogorgia anceps is een zachte koraalsoort uit de familie Gorgoniidae. De koraalsoort komt uit het geslacht Pterogorgia. Pterogorgia anceps werd in 1766 voor het eerst wetenschappelijk beschreven door Pallas. 